# Аммерландская ветчина

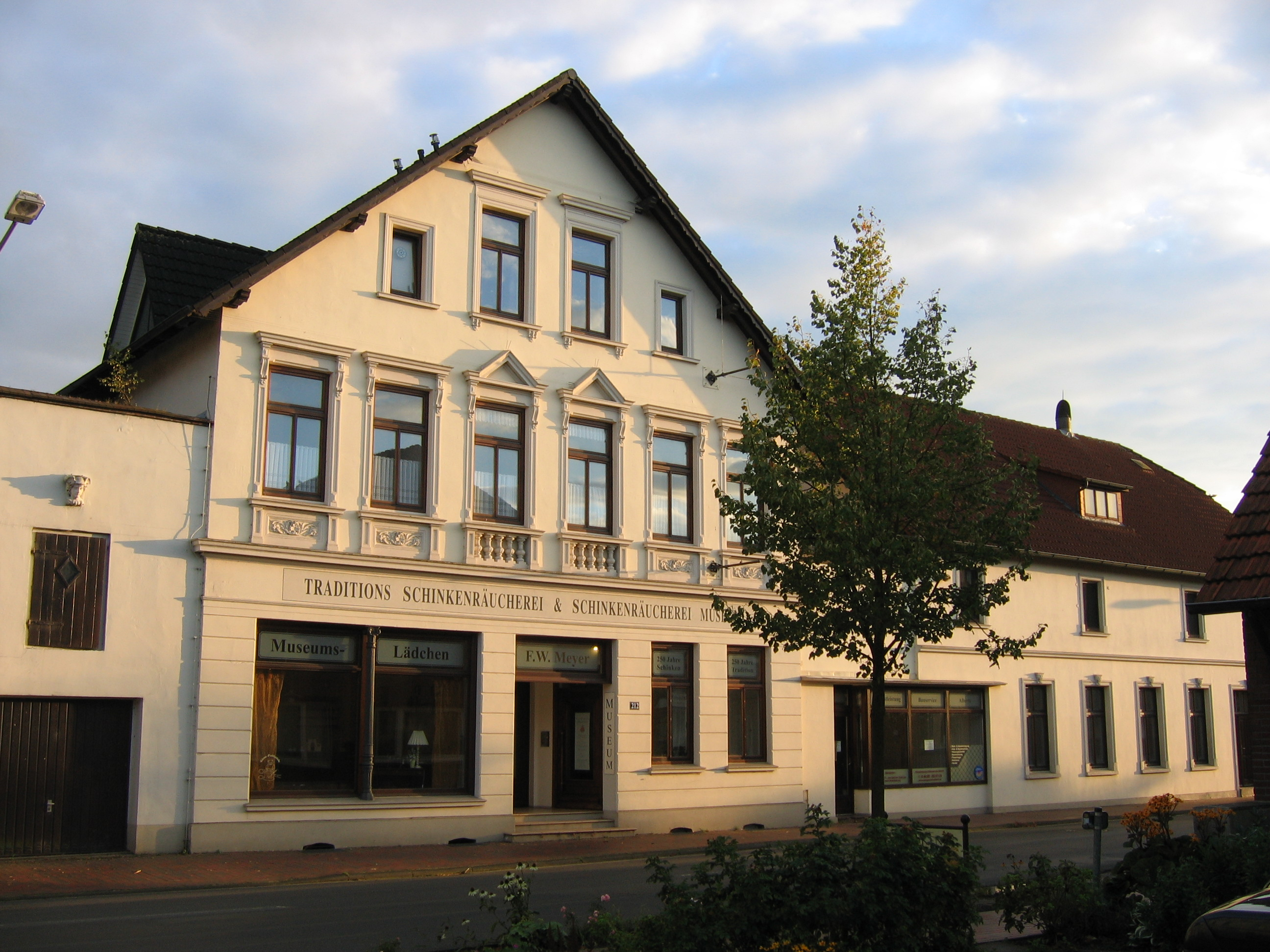
Музей аммерландской ветчины в Апене

Аммерла́ндская ветчина (нем. Ammerländer Schinken) — деликатесная сырокопчёная или вяленая ветчина из региона Аммерланд в Нижней Саксонии, широко известная за пределами Северной Германии и насчитывающая около 25 сортов. Аммерландская ветчина имеет защищённое наименование места происхождения товара. В старейшей аммерландской коптильне, основанной в 1748 году в Апене, работает музей местной ветчины. Аммерланд также известен своим копчёным угрём.
Изначально аммерландские крестьяне коптили ветчину для собственных нужд над печью в домашних условиях. В XVIII веке аммерландская ветчина обрела популярность у моряков как провиант долгого хранения, хотя в те времена, по мнению специалистов, была совершенно несъедобной на современный вкус. В XIX веке аммерландская ветчина, приготовленная уже в специальных коптильнях, нашла своих поклонников в буржуазной среде.
Для производства аммерландской ветчины её на кости предварительно выдерживают в течение трёх недель вручную просаливают нитритно-посолочной смесью из морской соли с коричневым сахаром, а также с добавлением приправ: чёрного и душистого перца и можжевёловой ягоды. Затем ветчину коптят на буковой щепе, высокая влажность местного воздуха при этом предотвращает высушивание продукта. Созревание ветчины занимает от четверти года до двух лет. Аммерландская ветчина отличается мягким и нежным вкусом и насыщенным красным оттенком благодаря высокому качеству свинины, щадящей ручной обработке солью и особым климатическим условиям Аммерланда. Неповторимый аромат аммерландской ветчине обеспечивает типичный для неё жировой слой. Тонко нарезанную аммерландскую ветчину подают к столь любимой немцами белой спарже. Для бутербродов с аммерландской ветчиной особенно подходит местный чёрный хлеб.